# Union City (Nova Jersey)
Union City és una població dels Estats Units a l'estat de Nova Jersey. Segons el cens del 2000 tenia 67.088 habitants.

## Demografia
Segons el cens del 2000, Union City tenia 67.088 habitants, 22.872 habitatges, i 16.056 famílies. La densitat de població era de 20.395,9 habitants/km².
Dels 22.872 habitatges en un 36,6% hi vivien nens de menys de 18 anys, en un 42,4% hi vivien parelles casades, en un 19,3% dones solteres, i en un 29,8% no eren unitats familiars. En el 23% dels habitatges hi vivien persones soles el 7,5% de les quals corresponia a persones de 65 anys o més que vivien soles. El nombre mitjà de persones vivint en cada habitatge era de 2,92 i el nombre mitjà de persones que vivien en cada família era de 3,4.
Per edats la població es repartia de la següent manera: un 25,3% tenia menys de 18 anys, un 11% entre 18 i 24, un 34,3% entre 25 i 44, un 19,4% de 45 a 60 i un 10% 65 anys o més.
L'edat mediana era de 32 anys. Per cada 100 dones de 18 o més anys hi havia 98,8 homes.
La renda mediana per habitatge era de 30.642 $ i la renda mediana per família de 32.246 $. Els homes tenien una renda mediana de 25.598 $ mentre que les dones 19.794 $. La renda per capita de la població era de 13.997 $. Aproximadament el 18,6% de les famílies i el 21,4% de la població estaven per davall del llindar de pobresa.

## Poblacions més properes
El següent diagrama mostra les poblacions més properes.